# Виноградец (Болгария)
Виноградец (болг. Виноградец) — село в Болгарии. Находится в Пазарджикской области, входит в общину Септември. Население составляет 1542 человека.

## Политическая ситуация
В местном кметстве Виноградец, в состав которого входит Виноградец, должность кмета (старосты) исполняет Елинка Георгиева Благова (Граждане за европейское развитие Болгарии (ГЕРБ)) по результатам выборов 2007 года правления кметства.
Кмет (мэр) общины Септември — Томи Спасов Стойчев (независимый), по результатам выборов 2007 года в правление общины.